# ぐるロジチャンプ
『ぐるロジチャンプ』は、コンパイルより2001年11月29日に発売されたゲームボーイアドバンス用パズルゲーム。
ジー・モードより携帯アプリ版も配信されていたが、（コンパイルの業務を引き継いだ）アイキの消滅後は携帯アプリ版の配信も終了した。
2009年12月2日よりキャラクターを差し替えた新作『回転イラストパズル ぐるぐるロジック』がニンテンドーDSiウェアとして配信されている（後述）。

## 概要
マジカルドロップのような操作で行なうお絵かきロジックの亜種で、90°ずつ「ぐるぐる」回転出来るフィールド外周からブロックを発射して、あらかじめ明記されている正解マスにブロックを配置してイラストを完成させるのが目的。
プレイヤーキャラクターのチャンプ兄弟はディスクステーションから生まれたキャラクターである。

### 基本的な操作
- ブロックの発射
  - ブロックは撃った先に何かがあると停止する。射線上に何もない場合や手前にブロックを置けない場合は発射できない。
- ブロックの吸引
  - 発射できるブロックの数は各フィールドの正解マス数であるため、仮置きや誤って置いたブロックは射線上にあれば吸い取って再利用することになる。
- フィールドの回転

### 特殊なブロック
以下の3種のブロックが配置されている面もある。
- 押せる壁
  - ブロックを発射して一つ先に動かすことができる。進行方向に別の壁と接触している場合は、ブロックは跳ね返され、ひとつ手前のマスに配置される。
- ゴムの壁
  - 発射したブロックを発射台に押し戻してしまう。
- 穴
  - ブロックを置くことが出来ないが通過は可能。押せる壁は穴の上を通れない。

## 回転イラストパズル ぐるぐるロジック
『回転イラストパズル ぐるぐるロジック』（かいてんイラストパズル ぐるぐるロジック）は、任天堂より2009年12月2日に配信されたニンテンドーDSiウェア。『ぐるロジチャンプ』の知的財産権を継承しているD4エンタープライズによる開発。
キャラクターが宇宙人のステラ（フィールド上ではUFOに乗っている）となり、ブロックの名称が若干変更されているが、基本的なルールや操作は『ぐるロジチャンプ』と同じである。解いた問題では、かかった時間に加え、新たに解くまでにかかった手順数(STEP)も記録される。
従来通り問題を一つずつ解いていく「パズル」と、ランダムで出題され続ける問題を時間内にいくつ解けるかを挑戦する「タイムアタック」がある。

## はちこのぐるロジクーポン
『はちこのぐるロジクーポン』は、iOS・Android用に無料配信されていたパズルゲームアプリ。2012年10月31日にiOS版、2013年7月19日にAndroid版がリリースされた。2016年2月29日に配信終了。
D4エンタープライズとコトブキヤの共同開発作品であり、コトブキヤ直営店のオリジナルキャラクターである「はちこ」が登場する。
パズルを解くことで、クリア内容ごとにコトブキヤ直営店にて使用できるクーポン券を入手することができた。